# Alberto Bueno
Alberto Bueno Calvo (Madrid, España, el 20 de marzo de 1988) es un exfutbolista español. Bueno disputó varias partidos y temporadas en Primera División y Segunda División de España en equipos como el Málaga Club de Fútbol, Rayo Vallecano, Granada Club de Fútbol, entre otros. Además representó a la selección de España en diferentes categorías, en el Campeonato Europeo de la UEFA Sub-19 donde fue goleador y el Copa Mundial de Fútbol Sub-20. Durante su etapa como profesional disputó 407 partidos y anotó 83 goles.
Desde el 2023 forma parte del equipo Ultimate Móstoles que participa en la Kings League.

## Biografía
Comenzó a jugar en el Club Hayedo de Moratalaz pasando posteriormente a la Escuela de Fútbol Concepción en la categoría de alevín. El Real Madrid le fichó y comenzó en el Infantil A del R. Madrid 2001-2002, con tan solo 15 años dio el salto del Cadete A, al Juvenil División de Honor y en la temporada 2005-2006 su gran actuación, ganar la Copa de Campeones y ser máximo goleador de España en esa categoría con más de 40 goles, le valieron para formar parte de la selección española Sub-19 que disputó el Campeonato Europeo de 2006, celebrado en Polonia, en el que se convirtió en el máximo goleador y el equipo se alzó con el triunfo.
En la siguiente campaña, pasó a formar parte del Real Madrid Castilla e incluso fue inscrito en la lista del primer equipo para jugar la Liga de Campeones de la UEFA. Debutó en partido amistoso con el Primer Equipo en el Torneo del "Memorial Jesus Gil". Debutó con el primer equipo en partido oficial el 30 de octubre de 2008 contra el Real Unión de Irún en Copa del Rey y en el partido de vuelta, se estrenó como goleador anotando un tanto espectacular desde fuera del área. En Liga debutó el 22 de noviembre de 2008 contra el Recreativo de Huelva. Fue convocado para el partido de Liga de Campeones contra el BATE Borísov donde debutó el 25 de noviembre de 2008. En tan solo un mes debutó en Copa del Rey, Liga y Liga de Campeones de la UEFA. En 2009 el punta firmó por cinco temporadas con el Valladolid pero el Real Madrid se reservó una opción de compra durante los dos primeros años. En 2010 es cedido al Derby County de la Segunda División inglesa, donde marcó cinco goles en catorce partidos, para regresar en la temporada siguiente al Real Valladolid. Ese año, en la Segunda División, marcó dos goles en el primer partido de la temporada, contra el Nàstic de Tarragona. Al final de la misma consiguió el ascenso con el equipo pucelano a Primera División, en los play-offs.
En agosto de 2013 ficha por el Rayo Vallecano. En este equipo sí tuvo continuidad y anotó 11 goles en su primera campaña formando una gran dupla con Joaquín Larrivey en ataque que permitió la salvación un año más del Rayo. El año siguiente vuelve a coincidir con Manucho, esta vez en Vallecas y tras la marcha de Larrivey al Celta. El 28 de febrero de 2015, se convierte en el primer jugador del Rayo Vallecano que marca 4 goles en un partido, y además lo hace en tan solo 14 minutos, ante el Levante. Los goles fueron anotados en los minutos 24, 32, 34 y 38. El 25 de mayo de 2015, el FC Porto anuncia la llegada del exmadridista como agente libre, ya que acababa su contrato con el Rayo Vallecano. La primera parte de la temporada 2016-17, milita en las filas del Granada Club de Fútbol en la que sumó 13 partidos (5 como titular, 1 gol) en la Liga y 2 en la Copa del Rey. 
En enero de 2017, fue confirmado como refuerzo del CD Leganés, que llegó a un acuerdo con el FC Porto. Alberto disfrutaría de titularidades en el conjunto madrileño y solo anotó gol en la victoria en casa por 4-0 sobre el Deportivo de La Coruña, en un encuentro disputado el 25 de febrero de 2017. A principios de enero de 2018, Bueno firmó en calidad de cedido por el Málaga CF, hasta el final de la temporada. En verano de 2018, formaría parte del filial del FC Porto, a petición del entrenador Sérgio Conceição, hasta que se resolvió su situación en el club portugués. El 26 de enero de 2019, Bueno fue cedido al Boavista FC, hasta el final de la temporada, anotando un penalti en su debut en la victoria en casa por 3-1 frente al C.D. Feirense.
En la temporada 2019-20, firmó en propiedad por el Boavista FC de la Primeira Liga. En enero de 2021, firma por el Volos FC de la Superliga de Grecia. En verano de 2021, firma por el Ionikos FC, recién ascendido a la Superliga de Grecia. El 27 de enero de 2022, firma por el Algeciras C. F. de la Primera Federación. Al término de la temporada abandonó el club. Y desde principios de 2023, continúa su carrera futbolística en la Kings League de Gerard Piqué. La primera temporada de dicha competición, formó parte del equipo de Iker Casillas, llamado 1K Club de Fútbol. Tras la finalización de la primera temporada, el jugador madrileño anunció su fichaje por Porcinos FC, el equipo del realizador de directos y creador de contenido, Ibai Llanos.

## Selección nacional
Ha sido internacional con todas las selecciones desde la SUB-16 a la SUB-21, con la selección española Sub-19 fue convocado y ganó el Campeonato Europeo de 2006 disputado en Polonia, logrando trofeo al máximo goleador del torneo con 5 dianas en cinco partidos, 2 de ellos en la final contra Escocia, consiguiendo así el Campeonato de Europa Sub-19.
En 2007 fue convocado con la selección española sub-20, para disputar el Campeonato del Mundo Sub-20, que se disputó en Canadá, anotando un tanto decisivo para pasar a cuartos contra Brasil.

## Estadísticas

### Clubes
| Club                                | PJ  | G  | Temporada |
| ----------------------------------- | --- | -- | --------- |
| Real Madrid Castilla Club de Fútbol | 103 | 23 | 2006-09   |
| Real Valladolid Club de Fútbol      | 21  | 1  | 2009-10   |
| Derby County Football Club          | 29  | 5  | 2010-11   |
| Real Valladolid Club de Fútbol      | 69  | 13 | 2011-13   |
| Rayo Vallecano de Madrid            | 77  | 29 | 2013-15   |
| Fútbol Club Oporto                  | 8   | 2  | 2015-16   |
| Granada Club de Fútbol              | 15  | 1  | 2016-17   |
| Club Deportivo Leganés              | 11  | 1  | 2016-17   |
| Málaga Club de Fútbol               | 11  | 0  | 2017-18   |
| Fútbol Club Oporto "B"              | 1   | 0  | 2018-19   |
| Boavista Futebol Clube              | 36  | 6  | 2018-20   |
| Volos NFC                           | 10  | 2  | 2020-21   |
| Ionikos de Nicea                    | 3   | 0  | 2021-22   |
| Algeciras Club de Fútbol            | 13  | 0  | 2021-22   |
| Total                               | 407 | 83 | -         |

### Selección nacional
| Equipo                               | PJ | G  | Año     |
| ------------------------------------ | -- | -- | ------- |
| Selección de fútbol sub-16 de España | 4  | 4  | 2004    |
| Selección de fútbol sub-17 de España | 4  | 2  | 2004-05 |
| Selección de fútbol sub-19 de España | 13 | 11 | 2006-07 |
| Selección de fútbol sub-20 de España | 4  | 1  | 2007    |
| Selección de fútbol sub-21 de España | 1  | 0  | 2008    |
| Total                                | 26 | 18 | -       |

## Palmarés

### Copas internacionales
| Título                               | Club                      | País    | Año  |
| ------------------------------------ | ------------------------- | ------- | ---- |
| Campeonato Europeo de la UEFA Sub-19 | Selección española sub-19 | Polonia | 2006 |